# Droste

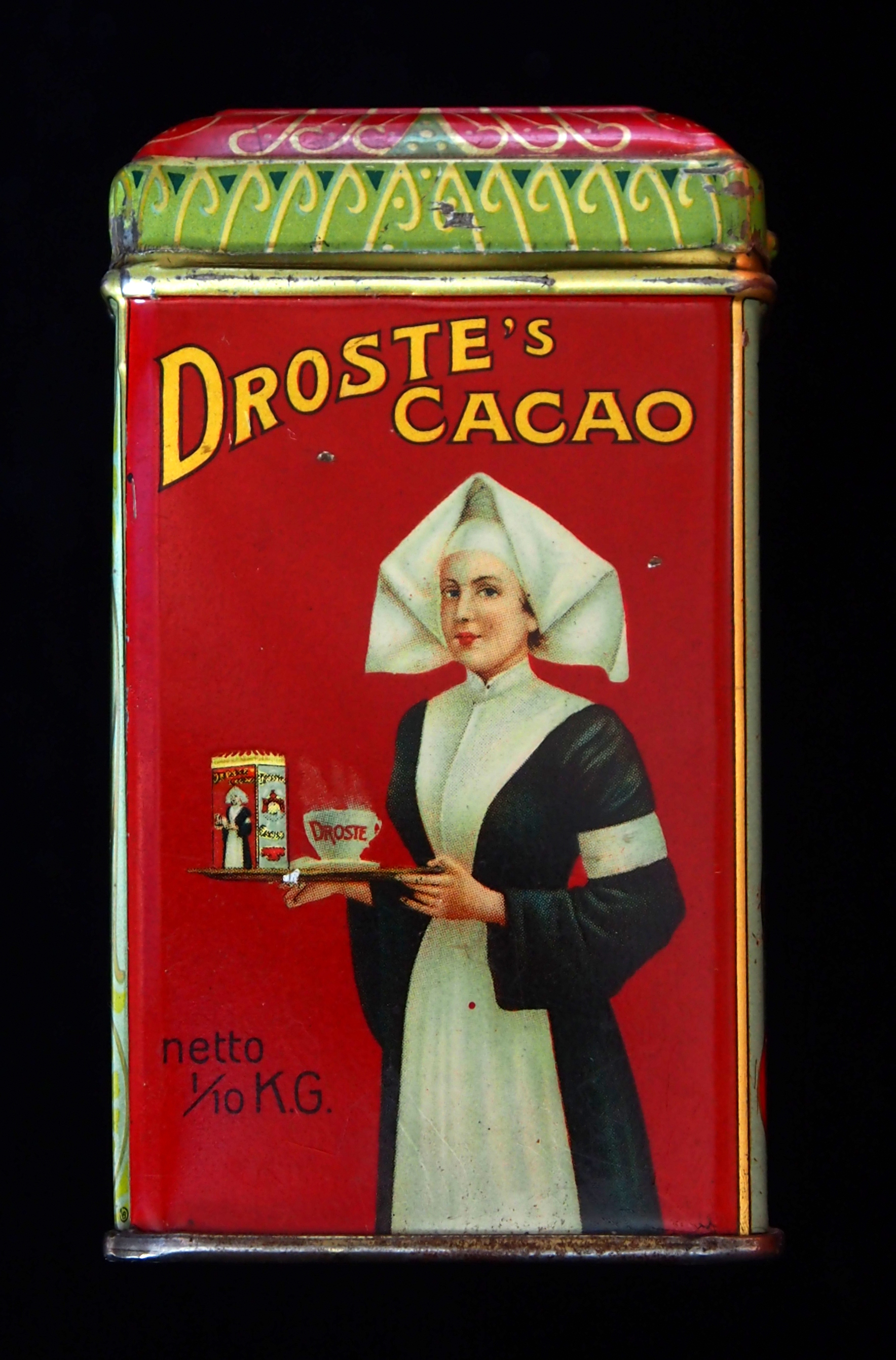
Design de uma antiga lata de cacau da Droste

Droste (pronunciado [drɔstə]) é uma empresa alimentícia holandesa, com sede na vila de Vaassen, na província de Guéldria. A empresa foi fundada em 1890, em Haarlem por Gerardus Johannes Droste como uma fábrica de  de chocolate e de produtos de cacau. Aproximadamente cento e sete anos depois, mais precisamente em 1997, Droste foi absorvida pela empresa alemã especializada em confeitaria Hosta, porém ela constitui uma divisão independente.